# Simpang Agung (Simpang)
Simpang Agung is een bestuurslaag in het regentschap Ogan Komering Ulu Selatan van de provincie Zuid-Sumatra, Indonesië. Simpang Agung telt 3333 inwoners (volkstelling 2010).